# Porsche 919 Hybrid Evo
Chronologie des modèles (2018)
Porsche 919 Hybrid Porsche 963
La Porsche 919 Hybrid Evo est une voiture de sport-prototype issue de la Porsche 919 Hybrid engagée en championnat du monde d'endurance FIA entre 2014 et 2017. Elle est conçue dans l'objectif de pouvoir battre des records de temps au tour. Elle ne répond à aucune réglementation technique, et est ainsi libérée de toutes contraintes. En 2018, elle bat les records du tour des circuits de Spa-Francorchamps et du Nürburgring.

## Un programme de records après le championnat du monde d'endurance FIA
En décembre 2017, des rumeurs selon lesquelles Porsche souhaite continuer à développer la Porsche 919 Hybrid en vue de battre des records de temps sur des circuits célèbres, apparaissent. Le programme est peu après officialisé par Porsche et est nommé « 919 Tribute Tour »,.

## Aspects techniques
Le moteur V4 turbocompressé couplé à la motorisation hybride électrique développe dorénavant une puissance de 1 160 ch (720 ch du moteur thermique + 440 ch du moteur électrique). Michelin a également créé une gamme de pneumatiques spécifiques. Les phares initialement en place sont retirés pour alléger la voiture.

## Record du tour à Spa-Francorchamps
Le 7 avril 2018, Porsche loue le circuit de Spa-Francorchamps et déploie un important nombre de membres d'équipe pour préparer la voiture en vue d'un record. Dans la matinée du 9 avril, la Porsche 919 Hybrid Evo, pilotée par Neel Jani, bat le record du tour du circuit de Spa-Francorchamps détenu précédemment par Lewis Hamilton (sur Mercedes AMG F1 W08 EQ Power+ en 1 min 42 s 553) en 1 min 41 s 770,,,,,,,,. Le temps est enregistré à 10 h 23, avec une température de 11 °C dans l'air et de 13 °C au sol. La Porsche 919 Hybrid a atteint une vitesse de pointe de 369 km/h lors de ce tour. À noter que lors des qualifications du Grand Prix de Belgique 2020, le record du tour absolu est de nouveau battu par Lewis Hamilton sur Mercedes. Le nouveau record s'établit désormais à 1 min 41 s 252,.

## Record du tour au Nürburgring
Le 29 juin 2018, Timo Bernhard bat le record du tour du Nürburgring (circuit de 20,832 km) à bord de la Porsche 919 Hybrid Evo en 5 min 19 s 546. Le record absolu était précédemment détenu par Stefan Bellof à bord de sa Porsche 956 en 6 min 11 s 130, lors des qualifications des 1 000 kilomètres du Nürburgring 1983,,,,,,,,. Au passage de la ligne droite de Döttinger Höhe, la 919 atteint une vitesse de 369,4 km/h,.